# All Systems Go (álbum de Donna Summer)
All Systems Go (español: Todos los sistemas listos) es el decimotercer álbum de la cantante Donna Summer, y el último bajo el sello Geffen.

## Antecedentes
Después de establecerse como una de las "top-ranked" artistas femeninas estadounidenses durante la década de los 70, Summer había terminado su contrato con Casablanca para firmar en 1980 con el recién creado sello Geffen Records, fundado por David Geffen. Sin embargo, su álbum The Wanderer - lanzamiento inaugural de Geffen - había decepcionado a David Geffen por no estar a la altura del nivel de éxito que Summer había archivado en sus trabajos anteriores con Casablanca.
Geffen había rechazado lanzar el álbum I'm a Rainbow que Summer grabó con sus antiguos colaboradores Moroder-Bellotte, un trabajo que Donna esperaba a ser su próximo lanzamiento en 1981. En lugar de ambos, a Summer le fue asignado para trabajar con Quincy Jones en el álbum Donna Summer lanzado en 1982, el cual estuvo a la altura del nivel de éxito de Summer durante los 70.
Geffen quedó descontento al enterarse de que Summer legalmente le debía otro álbum a su anterior sello Casablanca. Polygram poseía ya el 50% de Casablanca y había adquirido previamente el 50% restante, siendo propiedad de la empresa directamente. Polygram le notificó a Geffen Records que Summer aún les debía un nuevo álbum por su contrato con Casablanca. El álbum producido por Michael Omartian She Works Hard for the Money fue entregado a Polygram para satisfacer el acuerdo y Polygram lo lanzó bajo su sello Mercury Records en 1983. Irónicamente, el retorno de Summer al redil Polygram marcó lo que sería su mejor álbum de la década de los 80, y la canción principal le valió una nominación Grammy.
Debido a que no le debía nada más a Polygram, el próximo lanzamiento de Summer le correspondía a su etiqueta actual Geffen. Cats Without Claws, también producido por Omartian, fue lanzado en 1984, pero no pudo llegar al Oro y no repitió el éxito de su antecesor. Tres años pasarían sin la liberación de material nuevo de Summer.

## El álbum
All Systems Go fue una combinación de pistas grabadas en diversos puntos entre 1983 y 1987. El lanzamiento del álbum fue encabezado por la grabación de una pista que Geffen sentía que alcanzaría potencial: "Dinner with Gershwin", cuyo productor Richard Perry había proporcionado a las Pointer Sisters con una serie de hits pop/soul; el tema fue coproducido por su compositora Brenda Russell.
El álbum es una fusión de típico synthpop/dance de los 80, con elementos del soul y el R&B, incluyendo canciones alegres y baladas.
Cuatro pistas fueron producidas por el asociado de Giorgio Moroder Harold Faltermeyer, mientras que Peter Bunetta, Rick Chudacoff, Richard Perry, Keith Nelson, Jeffrey Lams y la misma Summer fueron acreditados en la producción de ciertas canciones.
Summer fue acreditada como coautora de siete de las nueve canciones del álbum.

## Lanzamiento
En los Estados Unidos "Dinner with Gershwin" se convirtió en el último Top 10 en la lista R&B de Billboard y fue #48 en el Hot 100, mientras que el álbum se convirtió en el primero de la artista en caer a una posición inferior al Top 100, alcanzando el #122.
"Only the Fool Survives" (dueto con Mickey Thomas) fue lanzado como segundo sencillo y fue Top 40 en Canadá y en la lista adult contemporary de los Estados Unidos.
"Dinner with Gershwin" le dio a Summer su posición más alta en el UK Singles Chart (#13) desde los años 70, y alcanzó esta misma posición en Irlanda. Sin embargo, el éxito británico del sencillo no ayudó a que el álbum registrara posición en la lista de álbumes de ese país.
"All Systems Go" fue el tercer y último sencillo del álbum y alcanzó el #54 en el Reino Unido.
En Europa, el álbum archivó algo de éxito en Italia y Suecia, donde alcanzó el #27 en ambos países.

## Crítica y repercusiones
Las críticas hacia el álbum no fueron positivas, afirmando que existe debilidad en sus letras y "superficialidad" en las canciones, además de ser el causante de la "pérdida de terreno" para Summer. Sin embargo, justifican el éxito de "Dinner with Gershwin" catalogándola como la mejor canción del álbum.
La respuesta de David Geffen ante la decepción comercial de All Systems Go fue designar al equipo Stock, Aitken & Waterman como productores del futuro proyecto de Summer, equipo cuyos sencillos pop/dance dominaron las listas en el Reino Unido y relanzó al estrellato a Bananarama y Rick Astley. Finalmente Geffen, después de desviar y desorientar su carrera y fatalmente juzgar mal su material desde el año 1981, abandonó a Summer en la idea de liberar el resultante Another Place and Time. El álbum fue escogido para ser lanzado en los Estados Unidos bajo el sello Atlantic en 1989, mientras que en Europa el sello Warner Bros. seguiría siendo su distribuidor. Irónicamente, Geffen había vuelto a juzgar una vez más que el álbum sería otro éxito más grande que su antecesor lanzamiento en Geffen All Systems Go. Another Place and Time le proporcionó a Summer un sólido éxito comercial y su último Top 10 en los Estados Unidos, catorce años después del lanzamiento de su primer Top 10 "Love to Love You Baby".

## Lista de canciones

### Lado A
| N.º | Título                   | Escritor(es)                                                             | Duración |  |
| 1.  | «All Systems Go»         | Donna Summer, Harold Faltermeyer                                         | 4:13     |  |
| 2.  | «Bad Reputation»         | Summer, Peter Bunetta, Joe Erickson                                      | 4:14     |  |
| 3.  | «Love Shock»             | Summer, Faltermeyer, Bruce Sudano                                        | 4:16     |  |
| 4.  | «Jeremy»                 | Summer, Faltermeyer, Pit Floss, Andy Slovic, Hannes Treibe               | 4:40     |  |
| 5.  | «Only the Fool Survives» | Summer, Faltermeyer, Sudano, John Bettis, Michael Omartian, Virgil Weber | 4:42     |  |

### Lado B
| N.º | Título                  | Escritor(es)                       | Duración |  |
| 6.  | «Dinner with Gershwin»  | Brenda Russell                     | 4:39     |  |
| 7.  | «Fascination»           | Eddie Schwartz, David Tyson        | 4:30     |  |
| 8.  | «Voices Cryin' Out»     | Summer, Faltermeyer                | 5:20     |  |
| 9.  | «Thinkin' Bout My Baby» | Summer, Keith Nelson, Jeffrey Lams | 6:20     |  |

## Personal
- Álex Acuña - percusión
- Nathan Alford, Jr. - pandereta
- John Batdorf - coros
- Dara Lynn Bernard - coros
- Susan Boyd - coros
- Peter Bunetta - batería
- Stanley Clarke - claves
- Paulinho Da Costa - percusión
- Bill Elliott - instrumento de viento-metal
- Mari Falcone - coros
- Harold Faltermeyer - teclados
- Mary Gaines-Bernard - coros
- Adrián Gaines - coros
- Siedah Garrett - coros
- Gary Grant - trompeta
- Donald Griffin - guitarra
- Jim Haas - coros
- Warren Ham - saxofón soprano
- Gary Herbig - clarinete
- Jerry Hey - trompeta
- Dann Huff - guitarra
- Bunny Hull - coros
- Kim Hutchcroft - saxofón barítono
- Paul Jackson, Jr. - guitarra
- Jon Joyce - coros
- Randy Kerber - teclados
- Larry Klein - bajo eléctrico, sintetizador
- Jeffrey Lams - teclados
- Edie Lehmann - coros
- Maxayn Lewis - coros
- Steve Lindsey - batería, órgano, piano, sintetizador
- George Merrill - coros
- Gene Miller - coros
- Keith Nelson - bajo eléctrico
- Darryl Phinnessee - coros
- Joe Pizzulo - coros
- Wesley Plass - guitarra
- Howie Rice - claves
- Brenda Russell - sintetizador, coros
- Marc Russo - saxofón tenor
- Eddie Schwartz - guitarra
- Tom Seufert - batería
- Collyer Spreen - percusión
- Donna Summer - voz principal
- Joe Turano - coros
- Dave Tyson - coros

## Producción
- Productores: Harold Faltermeyer (pistas 1, 3 a 5, 7 a 8), Peter Bunetta y Rick Chudacoff (pista 2), Richard Perry (pista 6), Donna Summer, Keith Nelson y Jeffrey Lams (pista 9)
- Productora asociada: Brenda Russell (pista 6)
- Programación: Harold Faltermeyer, Peter Bunetta, Bill Elliott y Tom Seufert

## Posicionamiento

### Álbum
| Lista/País (1980)        | Posición más alta |
| ------------------------ | ----------------- |
| Italia                   | 27                |
| Japón                    | 69                |
| Países Bajos             | 49                |
| Suecia                   | 27                |
| Billboard Top R&B Albums | 53                |
| Billboard 200            | 122               |

### Sencillos
| Sencillo                 | 1  | 2  | 3  | 4  | Bandera del Reino Unido | Bandera de Canadá | Bandera de Irlanda | Bandera de los Países Bajos |
| ------------------------ | -- | -- | -- | -- | ----------------------- | ----------------- | ------------------ | --------------------------- |
| "Dinner with Gershwin"   | 48 | 13 | 10 | 38 | 13                      | 39                | 13                 | 43 / 34                     |
| "Only the Fool Survives" | -  | -  | -  | 14 | -                       | 40                | -                  | -                           |
| "All Systems Go"         | -  | -  | -  | -  | 54                      | -                 | -                  | -                           |

Notas:
- 1 Billboard Hot 100
- 2 Billboard Hot Dance Club Play
- 3 Billboard Hot Black Singles
- 4 Billboard Adult Contemporary